# جيري أندرسون (سياسي)
جيري أندرسون (بالإنجليزية: Jerry Anderson)‏ هو سياسي أمريكي، ولد في 19 أغسطس 1935 في سولت ليك في الولايات المتحدة. حزبياً، نشط في الحزب الجمهوري. وقد انتخب عضو مجلس نواب ولاية يوتا.